# Laurin & Klement FCS

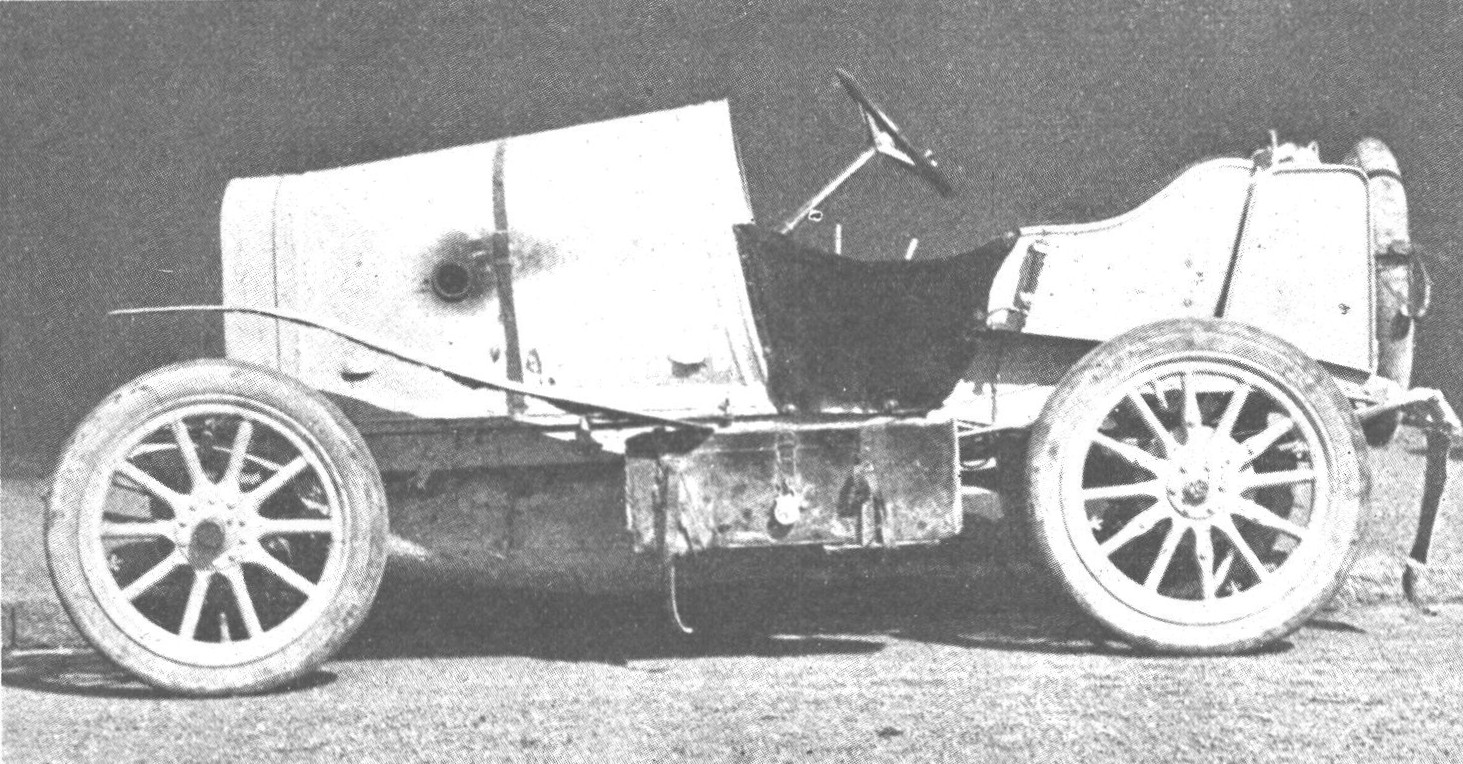
Laurin & Klement FCS (Oktober 1908)

Der Laurin & Klement FCS war der Nachfolger des Renn- und Sportwagen-Modells FC. Der wesentlich verbesserte Wagen kam 1908 heraus.
Der wassergekühlte, obengesteuerte (OHV) Vierzylinder-Viertakt-Motor hatte einen Hubraum von 1994, 2439, 2940 oder 3486 cm³ und eine Leistung von bis zu 96 PS (71 kW). Über das separate Getriebe und eine Kardanwelle wurde die Antriebskraft an die Hinterräder weitergeleitet. Der Rahmen des Wagens bestand aus genieteten Stahl-U-Profilen.

## Quelle
- Fahrzeughistorie von Skoda.de
- Legenden von Skoda.de